# Конституция Республики Крым (1992)
Конституция Республики Крым — основной Закон Республики Крым, была принята сессией Верховного совета Крыма 6 мая 1992 года. Согласно статье 1, Республика Крым является правовым, демократическим государством. На своей территории Республика обладает верховным правом в отношении природных богатств, материальных, культурных и духовных ценностей, осуществляет свои суверенные права и всю полноту власти на данной территории.
Согласно статье 9, Республика Крым входит в государство Украина и определяет с ней свои отношения на основе договора и соглашений. 
Согласно статье 6, официальным языком и языком делопроизводства является русский язык. Государственными языками в Республике Крым являются крымскотатарский, русский и украинский языки. 
Согласно статье 3, частью Республики Крым является также город Севастополь, отношения с которым строятся на договорной основе  
В Конституцию вносились изменения (соответственно. принималась новая редакция) 25 сентября 1992 года, 7 сентября 1994 года и 5 октября 1994 года. Конституция была отменена законом Верховной Рады Украины «Об отмене Конституции и некоторых законов Автономной Республики Крым» от 17 марта 1995 года.

## Содержание
Конституция Крыма 1992 года состояла из преамбулы, 8 разделов, 26 глав и 154 статей.
- Раздел I Основы конституционного строя Республики Крым
  - Глава 1. Общие положения
  - Глава 2. Территориальное устройство
  - Глава 3. Отношения Республики Крым с Украиной
  - Глава 4. Отношения Республики Крым с другими государствами
- Раздел II Государственные символы и столица Республики Крым
- Раздел III Права и свободы человека и гражданина
  - Глава 5. Общие положения
  - Глава 6. Гражданство Республики Крым
  - Глава 7. Гражданские права и свободы
  - Глава 8. Политические права и свободы
  - Глава 9. Экономические, социальные и культурные права
  - Глава 10. Гарантии прав и свобод человека и гражданина
  - Глава 11. Обязанности человека и гражданина
- Раздел IV Гражданское общество
  - Глава 12. Семья
  - Глава 13. Собственность
  - Глава 14. Предпринимательство
  - Глава 15. Экологическая безопасность
  - Глава 16. Охрана здоровья
  - Глава 17. Культура, образование, наука
  - Глава 18. Общественные объединения
  - Глава 19. Религия и религиозные объединения
  - Глава 20. Средства массовой информации
- Раздел V Государственная власть
  - Глава 21. Общие положения
  - Глава 22. Законодательная власть
  - Глава 23. Исполнительная власть Республики
  - Глава 24. Местное самоуправление
  - Глава 25. Судебная власть
  - Глава 26. Прокуратура
- Раздел VI Обеспечение конституционного строя Республики Крым
- Раздел VII Принятие и введение в действие Конституции Республики
- Раздел VIII Порядок изменения и дополнения Конституции и конституционных законов Республики